# كاليستوغا (كاليفورنيا)
كاليستوغا (بالإنجليزية: Calistoga )‏ هي إحدى مدن مقاطعة نابا، كاليفورنيا. تم إعطاءها لقب مدينة في 6 يناير، 1886.

## التركيبة السكانية
حدّد مكتب تعداد الولايات المتحدة بيانات التركيبة السكانية لكاليستوغا في تعداد الولايات المتحدة. في ما يلي، التركيبة السكانية حسب تعدادي 2000 و2010.

### تعداد عام 2000
بلغ عدد سكان كاليستوغا 5,190 نسمة بحسب تعداد عام 2000، وبلغ عدد الأسر 2,042 أسرة وعدد العائلات 1,243 عائلة مقيمة في المدينة. في حين سجلت الكثافة السكانية 772.3 نسمة لكل كيلومتر مربع (2,000.2/ميل2). وبلغ عدد الوحدات السكنية 2,249 وحدة بمتوسط كثافة قدره 334.7 لكل كيلومتر مربع (866.9/ميل2).
وتوزع التركيب العرقي للمدينة بنسبة 76.65% من البيض و0.33% من الأمريكيين الأفارقة و0.98% من الأمريكيين الأصليين و0.98% من الأمريكيين ذوي الأصول الآسيوية و0.02% من سكان جزر المحيط الهادئ و17.61% من الأعراق الأخرى و3.43% من عرقين مختلطين أو أكثر و38.11% من الهسبانيون أو اللاتينيون من أي عرق.
بلغ عدد الأسر 2,042 أسرة كانت نسبة 31.1% منها لديها أطفال تحت سن الثامنة عشر تعيش معهم، وبلغت نسبة الأزواج القاطنين مع بعضهم البعض 47.2% من أصل المجموع الكلي للأسر، ونسبة 8.2% من الأسر كان لديها معيلات من الإناث دون وجود شريك، بينما كانت نسبة 5.5% من الأسر لديها معيلون من الذكور دون وجود شريكة وكانت نسبة 39.1% من غير العائلات. تألفت نسبة 31.4% من أصل جميع الأسر من عدة أفراد يعيشون في نفس المنزل ونسبة 17.1% كانت تتألف من شخص يعيش بمفرده يبلغ من العمر 65 عاماً أو أكثر. وبلغ متوسط حجم الأسرة المعيشية 2.51، أما متوسط حجم العائلات فبلغ 3.20.
بلغ العمر الوسطي للسكان 38.1 عاماً. وكانت نسبة 23.3% من القاطنين تحت سن الثامنة عشر، وكانت نسبة 8.5% بين الثامنة عشر والرابعة والعشرين عاماً، ونسبة 26.9% كانت واقعةً في الفئة العمرية ما بين الخامسة والعشرين والرابعة والأربعين عاماً، ونسبة 21.4% كانت ما بين الخامسة والأربعين والرابعة والستين، ونسبة 18.6% كانت ضمن فئة الخامسة والستين عاماً فما فوق. يوجد لكل 100 أنثى 100.7 ذكر، ويوجد لكل 100 أنثى في الثامنة عشر من عمرها فما فوق 95.9 ذكر.
بلغ متوسط دخل الأسرة في المدينة 38,454 دولارًا، أما متوسط دخل العائلة فبلغ 44,375 دولارًا. وكان متوسط دخل الذكور 32,344 دولارًا مقابل 29,844 دولارًا للإناث. وسجل دخل الفرد الخاص بالمدينة 21,134 دولارًا. وكانت نسبة 5.2% من العائلات ونسبة 8% من السكان تحت خط الفقر، وكان من هؤلاء نسبة 9.9% تحت سن الثامنة عشر ونسبة 5.7% في الخامسة والستين من العمر وما فوق.

### تعداد عام 2010
بلغ عدد سكان كاليستوغا 5,155 نسمة بحسب تعداد عام 2010، وبلغ عدد الأسر 2,019 أسرة وعدد العائلات 1,215 عائلة مقيمة في المدينة. في حين سجلت الكثافة السكانية 767.1 نسمة لكل كيلومتر مربع (1,986.8/ميل2). وبلغ عدد الوحدات السكنية 2,319 وحدة بمتوسط كثافة قدره 345.1 لكل كيلومتر مربع (893.8/ميل2).
وتوزع التركيب العرقي للمدينة بنسبة 72.45% من البيض و0.52% من الأمريكيين الأفارقة و0.41% من الأمريكيين الأصليين و0.91% من الأمريكيين ذوي الأصول الآسيوية و0.19% من سكان جزر المحيط الهادئ و18.78% من الأعراق الأخرى و6.73% من عرقين مختلطين أو أكثر و49.37% من الهسبانيون أو اللاتينيون من أي عرق.
بلغ عدد الأسر 2,019 أسرة كانت نسبة 31.2% منها لديها أطفال تحت سن الثامنة عشر تعيش معهم، وبلغت نسبة الأزواج القاطنين مع بعضهم البعض 45.9% من أصل المجموع الكلي للأسر، ونسبة 9.4% من الأسر كان لديها معيلات من الإناث دون وجود شريك، بينما كانت نسبة 4.9% من الأسر لديها معيلون من الذكور دون وجود شريكة وكانت نسبة 39.8% من غير العائلات. تألفت نسبة 31.7% من أصل جميع الأسر من عدة أفراد يعيشون في نفس المنزل ونسبة 16.4% كانت تتألف من شخص يعيش بمفرده يبلغ من العمر 65 عاماً أو أكثر. وبلغ متوسط حجم الأسرة المعيشية 2.53، أما متوسط حجم العائلات فبلغ 3.23.
بلغ العمر الوسطي للسكان 40.0 عاماً. وكانت نسبة 22.6% من القاطنين تحت سن الثامنة عشر، وكانت نسبة 7.8% بين الثامنة عشر والرابعة والعشرين عاماً، ونسبة 26% كانت واقعةً في الفئة العمرية ما بين الخامسة والعشرين والرابعة والأربعين عاماً، ونسبة 24.9% كانت ما بين الخامسة والأربعين والرابعة والستين، ونسبة 18.7% كانت ضمن فئة الخامسة والستين عاماً فما فوق. وتوزع التركيب الجنسي للسكان بنسبة 49.1% ذكور و50.9% إناث.

## المناخ
يظهر الجدول التالي التغييرات المناخية على مدار السنة لكاليستوغا:
| البيانات المناخية لـكاليستوغا      | البيانات المناخية لـكاليستوغا | البيانات المناخية لـكاليستوغا | البيانات المناخية لـكاليستوغا | البيانات المناخية لـكاليستوغا | البيانات المناخية لـكاليستوغا | البيانات المناخية لـكاليستوغا | البيانات المناخية لـكاليستوغا | البيانات المناخية لـكاليستوغا | البيانات المناخية لـكاليستوغا | البيانات المناخية لـكاليستوغا | البيانات المناخية لـكاليستوغا | البيانات المناخية لـكاليستوغا | البيانات المناخية لـكاليستوغا |
| الشهر                              | يناير                         | فبراير                        | مارس                          | أبريل                         | مايو                          | يونيو                         | يوليو                         | أغسطس                         | سبتمبر                        | أكتوبر                        | نوفمبر                        | ديسمبر                        | المعدل السنوي                 |
| ---------------------------------- | ----------------------------- | ----------------------------- | ----------------------------- | ----------------------------- | ----------------------------- | ----------------------------- | ----------------------------- | ----------------------------- | ----------------------------- | ----------------------------- | ----------------------------- | ----------------------------- | ----------------------------- |
| متوسط درجة الحرارة الكبرى °ف (°م)  | 59.5 (15.3)                   | 62.9 (17.2)                   | 67.2 (19.6)                   | 72.4 (22.4)                   | 78.7 (25.9)                   | 85.9 (29.9)                   | 91.4 (33.0)                   | 90.7 (32.6)                   | 87.9 (31.1)                   | 79.3 (26.3)                   | 66.4 (19.1)                   | 58.5 (14.7)                   | 75.1 (23.9)                   |
| متوسط درجة الحرارة الصغرى °ف (°م)  | 37.3 (2.9)                    | 39.0 (3.9)                    | 40.4 (4.7)                    | 41.9 (5.5)                    | 46.3 (7.9)                    | 50.4 (10.2)                   | 52.5 (11.4)                   | 52.1 (11.2)                   | 50.2 (10.1)                   | 45.4 (7.4)                    | 40.4 (4.7)                    | 36.4 (2.4)                    | 44.4 (6.9)                    |
| معدل هطول الأمطار إنش (مم)         | 8.22 (209)                    | 6.54 (166)                    | 4.99 (127)                    | 2.12 (54)                     | 1.09 (28)                     | 0.28 (7.1)                    | 0.04 (1.0)                    | 0.09 (2.3)                    | 0.38 (9.7)                    | 2.04 (52)                     | 4.27 (108)                    | 7.50 (191)                    | 37.56 (955.1)                 |
| متوسط الأيام الممطرة (≥ 0.01 inch) | 11                            | 9                             | 9                             | 6                             | 4                             | 1                             | 0                             | 0                             | 1                             | 4                             | 8                             | 10                            | 63                            |
| المصدر:                            |                               |                               |                               |                               |                               |                               |                               |                               |                               |                               |                               |                               |                               |